# Cono de tráfico

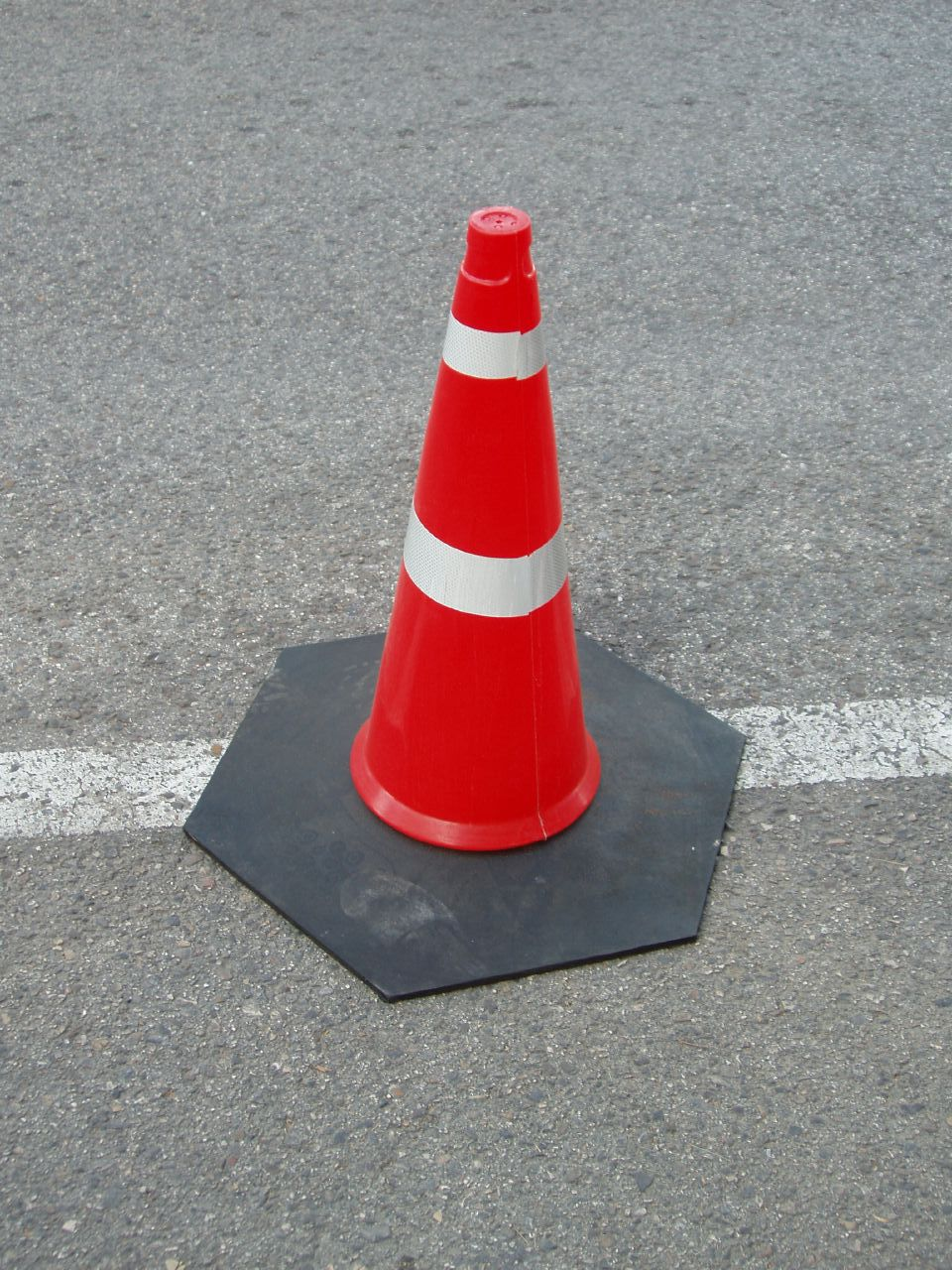
Cono de tráfico.

Los conos de tráfico (también llamados conos de carretera o conos de seguridad) son conos de plástico de colores brillantes usados en carreteras para avisar a los conductores de zonas en obras o accidentes.
Los conos también se usan en espacios públicos interiores para marcar zonas que se encuentran cerradas a los peatones, como baños fuera de servicio; o para destacar una situación de peligro, como un suelo resbaladizo. También pueden usarse en zonas de juego en colegios para delimitar áreas del campo.
Los conos de tráfico son de muchos colores, naranja, amarillos y rojos, siendo estos colores usados por su brillo. También tienen una cinta reflectora para incrementar su visibilidad.
Estos conos son fáciles de poner y quitar. Donde se necesitan marcas más grandes y consistentes se utilizan barreras de tráfico, rellenas de arena.
En la cultura popular, el robo de conos de tráfico parece ser común incluso frente a comisarías y otros edificios representantes de la ley y el orden. Estos suelen ser causados por estudiantes, borrachos y vándalos.

## Galería

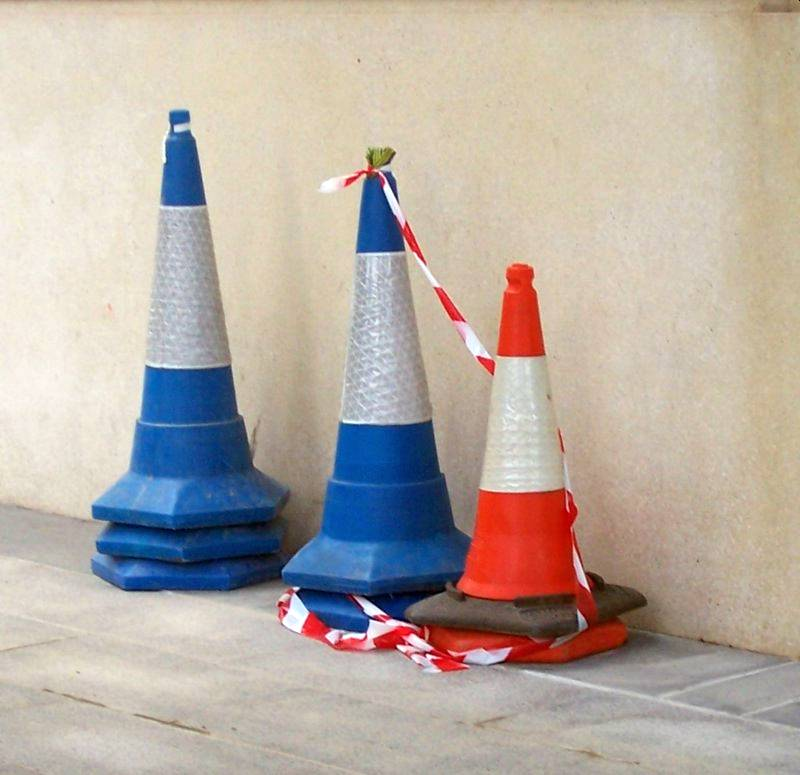
Diferentes tipos de conos de tráfico.
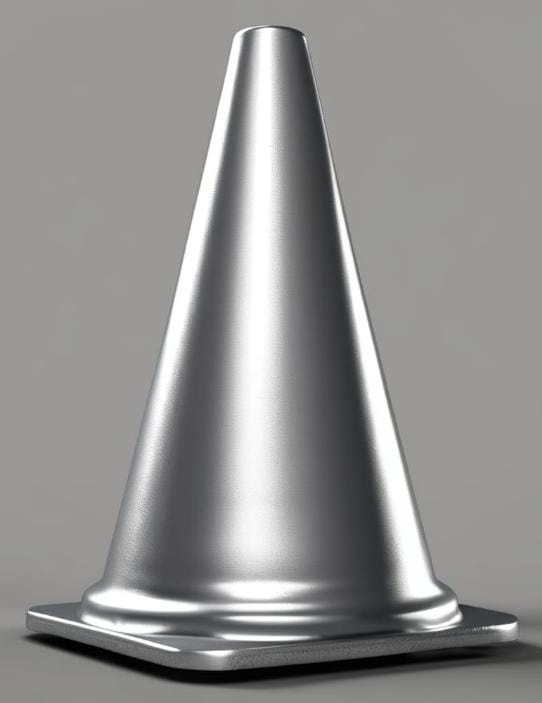
Cono de color plateado.
Diagrama de un cono de tráfico.